# Larentia indiscriminata
Larentia indiscriminata är en fjärilsart som beskrevs av Walker 1863. Larentia indiscriminata ingår i släktet Larentia och familjen mätare. Inga underarter finns listade i Catalogue of Life.